# Lithargit
Lithargit ist ein relativ selten vorkommendes Mineral aus der Mineralklasse der „Oxide und Hydroxide“ mit der chemischen Zusammensetzung PbO und damit chemisch gesehen Blei(II)-oxid oder auch Bleimonoxid. Strukturell gesehen ist Lithargit die tetragonal kristallisierende Modifikation von Blei(II)-oxid.
Lithargit findet sich meist in Form von Umwandlungsrändern und Krusten auf anderen Bleimineralen. Auch Paramorphosen nach Massicotit sind bekannt. Das Mineral ist durchsichtig und von roter bis rotoranger Farbe. Die Strichfarbe des eigenfarbigen Minerals ist hellrot.

## Etymologie und Geschichte
Die synthetische Form des Minerals war bereits seit der Antike bekannt. Der Grieche Dioskurides (50 n. Chr.) verwendete den aus λίθος lithos für ‚Stein‘ und ἄργυρος argyros für ‚Silber‘ zusammengesetzten Begriff Λιθάργυρος lithárgyros für das Bleioxid, das bei der Trennung von Blei und Silber durch die Feuermetallurgie gewonnen wurde.
Das beim schnellen Erkalten von Bleimonoxid entstehende helle, gelbliche Material wurde in alten Schriften gerne auch als Silberglätte bezeichnet, im Gegensatz zu der bei langsamer Abkühlung entstehenden, dunkleren, rötlichen Goldglätte.
Erstmals wissenschaftlich beschrieben wurde Lithargit zusammen mit Massicotit 1917 durch Esper S. Larsen, um die beiden bis dahin als ein Mineral angesprochenen Modifikationen des Bleimonoxids voneinander abzugrenzen. Bei seinen Untersuchungen stellte er folgendes fest:

“While measuring the optical properties of natural “massicot” it was noticed that the plates are made up of two minerals with distinct optical properties, which correspond to those of the two modifications of artificial lead monoxide. The centers of the plates are like the artificial yellow, orthorhombic modification (litharge), while the borders are like the artificial red, tetragonal one. It is proposed that the name massicot be confined to the tetragonal modification, and that the name litharge be applied to the orthorhombic modification, now recognized for the first time as a distinct mineral species.”

„Bei der Messung der optischen Eigenschaften von natürlichem „Massicot“ wurde festgestellt, dass sich die Platten aus zwei Mineralien mit unterschiedlichen optischen Eigenschaften zusammensetzen, die denen der beiden Modifikationen von künstlichem Bleimonoxid entsprechen. Das Zentrum der Platten entspricht der künstlichen gelben, orthorhombischen Modifikation (litharge), während die Ränder der künstlichen roten, tetragonalen Modifikation entsprechen. Es wird vorgeschlagen, den Namen Massicot auf die tetragonale Modifikation zu beschränken und den Namen Litharge auf die orthorhombische Modifikation anzuwenden, die nun zum ersten Mal als eigene Mineralart anerkannt wird.“

In einer zusätzlichen Anmerkung zur Nomenklatur der Bleimonoxidmineralien von Edgar T. Wherry schlug dieser den Namen Lithargit (englisch Lithargite) für die Bleimonoxid-Modifikation vor, die dem künstlichen Litharge entspricht. Dies sollte zum einen dem in der mineralogischen Fachwelt bereits dominierenden Prinzip Rechnung tragen, dass Mineralnamen bis auf wenige Ausnahmen auf ‚-it‘ (englisch ‚-ite‘) enden. Zum anderen sollte dies auch eine deutliche Abgrenzung zum Namen Litharge für das künstliche Produkt darstellen. Zudem wies Wherry darauf hin, dass Antonio D’Achiardi bereits 1883 für die gelbe Modifikation den Namen Massicotit wählte. Der Vorschlag von Wherry setzte sich jedoch im englischen Sprachraum nicht durch. Dort heißt das Mineral bis heute Litharge.
Unklar ist bisher, wie es zu einem Namenswechsel der beiden Modifikationen kam. In seiner Ausführung sprach Larsen die gelbe, orthorhombische Modifikation als Litharge und die rote, tetragonale Modifikation als Massicot an. In allen späteren Publikationen ist es jedoch genau umgekehrt, das heißt, Lithargit ist die rote, tetragonale Modifikation.
Lithargit war bereits lange vor der Gründung der International Mineralogical Association (IMA) bekannt und als eigenständige Mineralart anerkannt, Die Mineralanerkennung wurde daher von ihrer Commission on New Minerals, Nomenclature and Classification (CNMNC) übernommen und bezeichnet den Lithargit als sogenanntes „grandfathered“ (G) Mineral. Die seit 2021 ebenfalls von der IMA/CNMNC anerkannte Kurzbezeichnung (auch Mineral-Symbol) von Lithargit lautet „Lit“.
Als Typlokalität gilt eine unbenannte Blei-Fundstätte am Berg Cucamonga Peak in den San Gabriel Mountains im westlichen San Bernardino County des US-Bundesstaates Kalifornien. Larsen hatte zwar Proben aus Österreich, den Counties Kern und San Bernardino in Kalifornien sowie beide künstlichen Formen untersucht, für seine Mineralbeschreibungen jedoch nur das Material vom Cucamongo Peak verwendet.
Ein Aufbewahrungsort für das Typmaterial des Minerals ist nicht dokumentiert.

## Klassifikation
Bereits in der veralteten 8. Auflage der Mineralsystematik nach Strunz gehörte der Lithargit zur Mineralklasse der „Oxide und Hydroxide“ und dort zur Abteilung „Verbindungen mit M2O und MO“, wo er gemeinsam mit Massicotit, Montroydit und Palladinit in der „Montroydit-Lithargit-Gruppe“ mit der Systemnummer IV/A.07 steht.
In der zuletzt 2018 überarbeiteten Lapis-Systematik nach Stefan Weiß, die formal auf der alten Systematik von Karl Hugo Strunz in der 8. Auflage basiert, erhielt das Mineral die System- und Mineralnummer IV/A.06-020. Dies entspricht ebenfalls der Abteilung „Oxide mit dem Stoffmengenverhältnis Metall : Sauerstoff = 1 : 1 und 2 : 1 (M2O, MO)“, wo Lithargit zusammen mit Massicotit und Montroydit eine unbenannte Gruppe mit der Systemnummer IV/A.06 bildet.
Auch die von der International Mineralogical Association (IMA) zuletzt 2009 aktualisierte 9. Auflage der Strunz’schen Mineralsystematik ordnet den Lithargit in die Abteilung „Metall : Sauerstoff = 2 : 1 und 1 : 1“ ein. Diese ist allerdings weiter unterteilt nach dem genauen Stoffmengenverhältnis und der relativen Größe der beteiligten Kationen. Das Mineral ist hier entsprechend seiner Zusammensetzung in der Unterabteilung „Kation : Anion (M : O) = 1 : 1 (und bis 1 : 1,25); mit großen Kationen (± kleineren)“ zu finden, wo es zusammen mit Romarchit die „Lithargitgruppe“ mit der Systemnummer 4.AC.20 bildet.
In der vorwiegend im englischen Sprachraum gebräuchlichen Systematik der Minerale nach Dana hat Lithargit die System- und Mineralnummer 04.02.04.01. Das entspricht ebenfalls der Klasse der „Oxide und Hydroxide“ und dort der Abteilung „Oxide“. Hier findet er sich innerhalb der Unterabteilung „Einfache Oxide mit einer Kationenladung von 2+ (AO)“ als einziges Mitglied in einer unbenannten Gruppe mit der Systemnummer 04.02.04.

## Chemismus
Als Bleimonoxid (PbO) besteht Lithargit aus Blei und Sauerstoff im Stoffmengenverhältnis von 1 : 1. Dies entspricht einem Massenanteil (Gewichtsprozent) von 92,83 Gew.-% Pb und 7,17 Gew.-% O. Analysen von natürlichem Material sind nicht verfügbar.

## Kristallstruktur
Lithargit kristallisiert in der tetragonalen Raumgruppe P4/nmm (Raumgruppen-Nr. 129) mit den Gitterparametern a = 3,98 Å und c = 5,02 Å sowie zwei Formeleinheiten pro Elementarzelle.
Die Kristallstruktur von Lithargit besteht aus PbO4-Quadratpyramiden mit Pb an der Spitze. Diese sind an der Basis wechselseitig durch gemeinsame Kanten verbunden und bilden dadurch wellenförmige Doppelschichten senkrecht zur c-Achse. Die Schichten werden durch Van-der-Waals-Kräfte zusammengehalten.
| Kristallstruktur von Lithargit nach Roscoe G. Dickinson und James B. Friauf |
| --- |
| - mit Blickrichtung parallel zur a-Achse - mit Blickrichtung parallel zur b-Achse - mit Blickrichtung parallel zur c-Achse - räumliche Darstellung in der kristallographischen Standardausrichtung - als „Polyeder-Modell“, größerer Ausschnitt mit freier Achsenstellung |
| Farblegende: 0 _ Pb 0 _ O |

## Eigenschaften
Lithargit (rotes α-PbO) geht bei einer Temperatur von über 488,5° C in Massicotit (gelbes β-PbO) über. Aufgrund der geringen Umwandlungsgeschwindigkeit kann Massicotit bei Raumtemperatur als metastabile Verbindung vorkommen.

## Modifikationen und Varietäten
Die Verbindung PbO (Bleimonoxid) ist dimorph und kommt in der Natur neben dem tetragonal kristallisierenden Lithargit noch als orthorhombisch kristallisierender Massicotit vor.

## Bildung und Fundorte

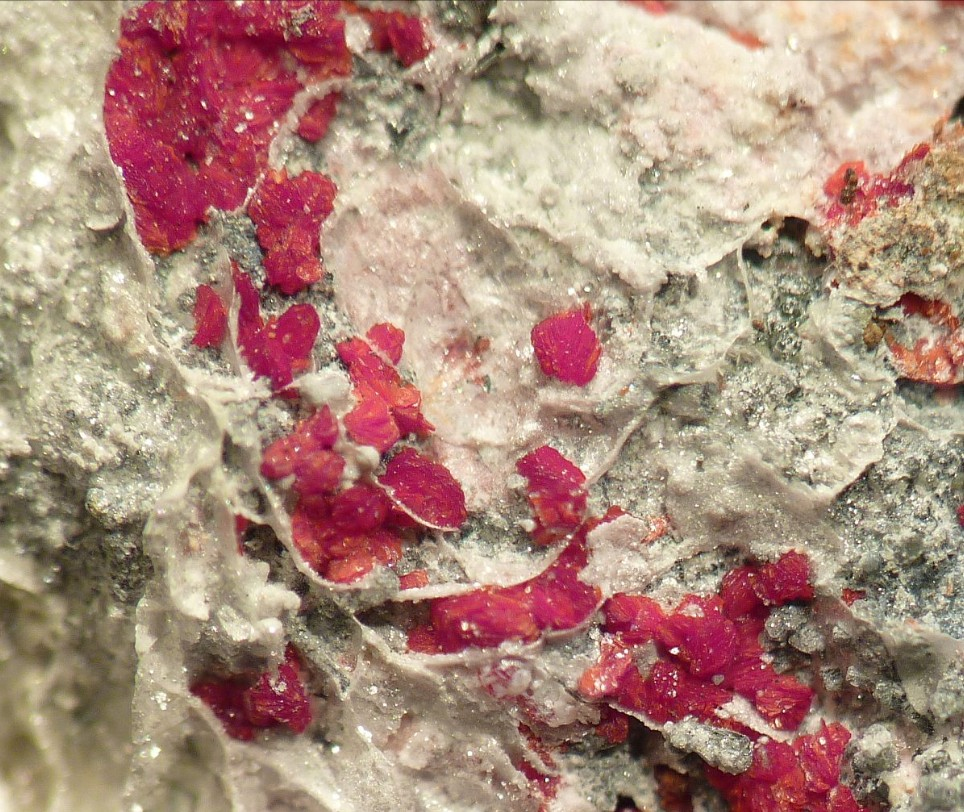
Schlackenfundort „An der Seilbahn“, Hüsten (Arnsberg), Hochsauerlandkreis, NRW (Sichtfeld 5 mm)

Lithargit bildet sich in der Oxidationszone von Blei-Lagerstätten als Umwandlungsprodukt auf anderen bleihaltigen Mineralen und findet sich oft als Gemenge mit gelbem Massicotit, den Lithargit in Form von Säumen und Krusten umgibt. Als weitere Begleitminerale können neben gediegen Blei noch verschiedene Bleierze wie Galenit (PbS), Plattnerit (PbO2) oder auch Hydrocerussit (Pb3(CO3)2(OH)2) auftreten.
Als eher seltene Mineralbildung kann Lithargit an verschiedenen Fundorten zum Teil zwar reichlich vorhanden sein, insgesamt ist er aber wenig verbreitet. Weltweit sind bisher rund 170 Vorkommen dokumentiert (Stand 2024). Außer an seiner Typlokalität am Cucamonga Peak im Kern County trat das Mineral in Kalifornien noch am Andrews Mountain und in den Darwin Hills im Inyo County auf. Weitere bisher bekannte Fundorte in den Vereinigten Staaten liegen vor allem in Arizona, genauer in den südlichen Counties La Paz, Yuma, Maricopa, Pima und Graham, aber auch an einzelnen Stellen in Colorado, Connecticut, Idaho, Massachusetts, Montana, Nevada, New Jersey, Texas und Wyoming.
In Deutschland trat das Mineral bisher an mehreren Gruben, Pingen und Schlackenfundstellen im Landkreis Breisgau-Hochschwarzwald, im Ortenaukreis und Landkreis Waldshut sowie bei Bad Rippoldsau-Schapbach in Baden-Württemberg, im Landkreis Goslar in Niedersachsen, im Hochsauerlandkreis, Märkischen Kreis, Siegen-Wittgenstein, der Städteregion Aachen und im Kreis Euskirchen in Nordrhein-Westfalen, im Landkreis Mansfeld-Südharz in Sachsen-Anhalt sowie im Fischbacher Werk, auf den Schlackehalden der Grube Virneberg bei Rheinbreitbach, in der Grube Friedrichssegen und der Grube Rosenberg in Rheinland-Pfalz auf.
In Österreich fand sich Lithargit an verschiedenen Schlackenfundstellen bei Waitschach, Sankt Martin am Silberberg, auf der Plonalmlacke bei Dellach im Drautal und Mittewald ob Villach in Kärnten sowie bei Walchen (Gemeinde Öblarn) in der Steiermark, Brixlegg in Tirol und Silbertal in Vorarlberg. Außerdem trat er in der Goldmine Stüblbau bei Schellgaden (Bezirk Tamsweg) und im Erasmusstollen des Bergbaureviers Schwarzleo/Leogang in Salzburg auf.
Weitere Fundorte liegen unter anderem in Australien, Belgien, Bolivien, China, Frankreich, Griechenland, Grönland, Iran, Italien, Kanada, Marokko, Mexiko, Namibia, Norwegen, Polen, Rumänien, Russland, Schweden, Serbien, Simbabwe, Slowenien, Spanien, Tadschikistan, Tschechien und im Vereinigten Königreich (England, Schottland, Wales).
Bleimonoxid in Form von Lithargit oder Massicotit entsteht zudem künstlich entweder beim Abtrennen (Abtreiben, Kupellieren) von Edelmetallen wie Gold oder Silber aus edelmetallhaltigen sowie allgemein beim Rösten von bleihaltigen Erzen.

## Verwendung
Lithargit wurde feinzerrieben als Pigment Litharge verwendet, im Mittelalter aber auch für Arzneipflaster (Emplastrum lithargyri = Bleipflaster).